# Neopachycormus
Neopachycormus is een geslacht van uitgestorven straalvinnige beenvissen, dat tijdens het Cenomanien leefde in het gebied van het huidige Myanmar.
Franz Gramann ontdekte in mei 1973 een visfossiel bij Kyi.
De typesoort Neopachycormus birmanicus werd in 1977 benoemd door de Belg Louis Taverne. De geslachtsnaam betekent 'nieuwe Pachycormus'. De soortaanduiding verwijst naar de herkomst uit Birma. Mogelijk is het een jonger synoniem van Dixonanogmius Taverne 2000 maar dan wel een aparte soort Dixonanogmius birmanicus. Dat is dan de combinatio nova. Naar keuze kan men nog steeds een apart geslacht Neopachycormus onderscheiden.
Het holotype is BGRHB Nr Kc 65, wat botten en vinstralen op een plaat en tegenplaat.
De extreem lange vinstralen van de rugvin werden per abuis aangezien voor de lange borstvinnen van een pachycormide.
Neopachycormus werd eerst in de Pachycormidae geplaatst maar in 2017 als Dixonanogmius birmanicus ondergebracht bij de Plethodidae.